# Populationsdynamik
Populationsdynamik er studiet af sammensætningen og udviklingen af populationer, og hvad der påvirker dem. Det kan fx være biologiske interaktioner. Modeller for populationsdynamik inkluderer Malthus' lov og Lotka-Volterra-ligningerne.